# Abu Zakariyya Yahya
Abū Zakariyyāʾ Yaḥyā ibn ʿAbd al-Wāḥid (Arabo أبو زكريا يحيى بن عبد الواحد; 1203 – 1249) è stato il primo sultano indipendente della dinastia hafside dell'Ifriqiya. Era fratello del precedente governatore della regione Abū Muḥammad ʿAbd Allāh, quindi figlio di ʿAbd al-Wāḥid b. Abī Ḥafṣ ʿUmar al-Hintātī, compagno dell'autoproclamato Mahdi Ibn Tūmart e primo governatore dell'Ifriqiya per conto degli Almohadi.

## Biografia

### Origini
Durante il periodo di governo del padre e del fratello servì come governatore di Gabès e poi di Tunisi per conto degli Almohadi di Marrakesh, la dinastia che controllava tutto il Maghreb e al-Andalus.

### Salita al potere e indipendenza
Nel 1228 detronizzò il fratello Abū Muḥammad ʿAbd Allāh.
Era uno strenuo osservatore della dottrina del Mahdi fondata da Ibn Tūmart, e, quando il califfo almohade Idrīs al-Maʾmūn rigettò tale dottrina a favore di quella sunnita, Abū Zakariyyāʾ dichiarò la propria indipendenza da Marrakesh e, nel 1229, smise di far dire la khuṭba in nome del califfo almohade.

### Consolidamento del potere
Nel 1230 conquistò Costantina e Béjaïa, e, nel 1234 espulse i discendenti dei Banū Ghāniya a sud di Costantina e nella Tripolitania.
Nel 1242 attaccò e conquistò Tlemcen, capitale del Regno di Tlemcen della dinastia zayyanide, con un esercito poderoso (secondo le fonti dell'epoca solo gli arcieri erano 30.000) costringendo il sultano zayyanide Yaghmurāsan ibn Zayyān a fuggire nei territori delle tribù dei Banu Ournid. Abū Zakariyyā, constatando però la popolarità di cui godeva Yaghmurāsan presso la popolazione di Tlemcen, oltre al fatto che i notabili locali filo-Zayyanidi si rifiutavano di collaborare con gli Hafsidi, decise di riconsegnare Tlemcen a Yaghmurāsan e di allearsi con lui contro il nuovo califfo almohade al-Ḥasan al-Saʿīd.
Nel 1238 in al-Andalus Valencia era assediata da Giacomo I, e Abū Zakariyyāʾ rispose alla richiesta di soccorso del Zayyān ibn Mardanish, il governatore della città, inviando verso Valencia una flotta che non riuscì nemmeno a sbarcare in città perché gli Aragonesi avevano bruciato il porto. 
La sua astuzia e abilità gli permisero, entro la fine del suo regno, di avere uno Stato forte, dove la dinastia merinide del Maghreb al-Aqsa (attuale Marocco), gli Zayyanidi del Regno di Tlemcen e i Nasridi del Sultanato di Granada lo avevano riconosciuto formalmente come loro signore.  

### Politica, economia e opere architettoniche

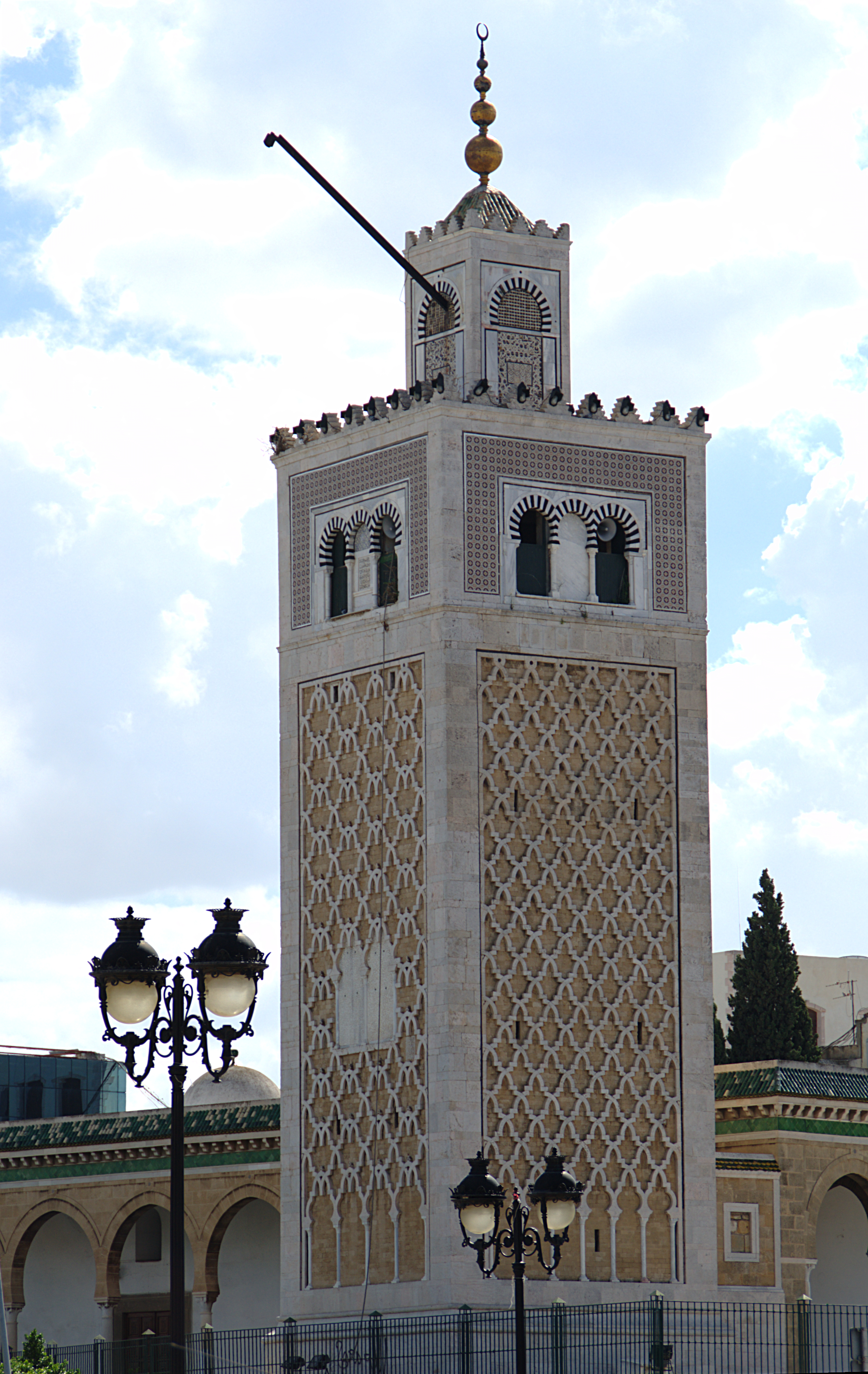
Minareto della moschea della Qasba, edificata per volere di Abū Zakariyyāʾ.

Abū Zakariyyāʾ stabilì la propria capitale a Tunisi, facendovi edificare moschee, madrase, suq e altri edifici. Sue opere furono la madrasa al-Shammāʿiyya. e la moschea della Qasba.
Avviò relazioni diplomatiche e commerciali con l'imperatore Federico II di Svevia, con l'Aragona, la Provenza, la Linguadoca, con Venezia, Pisa e Genova. Grazie all'aumento del commercio marittimo Tunisi divenne un importante centro economico e culturale. Nella città durante il suo regno si rifugiarono molti andalusi in fuga dalla Reconquista, accogliendo nella sua corte molti notabili e letterati andalusi.
Abū Zakariyyāʾ permise agli ebrei che erano stati convertiti con la forza all'islam in epoca almohade di tornare al giudaismo, tornando a vivere in condizioni relativamente normali. Le sinagoghe chiuse o distrutte in epoca almohade furono riaperte e ricostruite. Gli ebrei giocarono un ruolo molto importante nella politica economica di Abū Zakariyyāʾ, occupandosi del commercio estero sviluppato dal sultano.
Morì nel 1249 e gli succedette al trono il figlio Muḥammad I al-Mustanṣir.